# Sergueï Borovski
Pour les articles homonymes, voir Borovski.
Sergueï Vladimirovitch Borovski (en russe : Серге́й Владимирович Боровский) ou Siarheï Ouladzimiravitch Barowski (en biélorusse : Сяргей Уладзіміравіч Бароўскі), né le 29 janvier 1956 à Minsk à l'époque en URSS et aujourd'hui en Biélorussie, est un joueur de football international soviétique (biélorusse) qui jouait au poste de défenseur, avant de devenir ensuite entraîneur.
Il est brièvement directeur sportif du Dynamo Minsk en 2007 et en 2016.

## Biographie

### Carrière de joueur

#### Carrière en club
Avec le club du Dynamo Minsk, il dispute 399 matchs au sein des championnats soviétiques entre 1974 et 1987, inscrivant 8 buts.
Il joue également six matchs en Coupe d'Europe des clubs champions, dix matchs en Coupe de l'UEFA, et trois en Coupe des coupes. Il est quart de finaliste de la Coupe d'Europe des clubs champions en 1984, puis quart de finaliste de la Coupe de l'UEFA en 1985. 
Il remporte un titre de champion d'URSS en 1982.

#### Carrière en équipe nationale
Il joue 21 matchs en équipe d'Union soviétique, sans inscrire de but, entre 1981 et 1985.
Il reçoit sa première sélection en équipe nationale le 30 mai 1981, contre le Pays de Galles, dans le cadre des éliminatoires du mondial 1982 (match nul 0-0 à Wrexham).
Il est ensuite retenu par le sélectionneur Konstantin Beskov afin de participer à la Coupe du monde de 1982 organisée en Espagne. Lors du mondial, il joue trois matchs : l'Écosse, la Belgique, et la Pologne.
Par la suite, il dispute trois rencontres rentrant dans le cadre des éliminatoires de l'Euro 1984.
Il reçoit sa dernière sélection le 27 mars 1985, en amical contre l'Autriche (victoire 2-0 à Tbilissi).

### Carrière d'entraîneur
Il dirige l'équipe de Biélorussie à trois reprises, d'août 1994 à avril 1995, puis de juin 1995 à octobre 1996, et enfin d'octobre 1999 à juin 2000, pour un total de 26 matchs internationaux.
Il dirige également plusieurs clubs en Biélorussie, en Lettonie, en Moldavie, en Ukraine et en Lituanie.
Il est, en 2013, sélectionneur de l'équipe du Kazakhstan espoirs.

## Statistiques
| Saison                | Club                  | Championnat           | Championnat | Championnat | Coupe(s) nationale(s) | Coupe(s) nationale(s) | Compétition(s) continentale(s) | Compétition(s) continentale(s) | Compétition(s) continentale(s) | Total | Total |
| Saison                | Club                  | Division              | M.          | B.          | M.                    | B.                    | Comp.                          | M.                             | B.                             | M.    | B.    |
| 1974                  | Dinamo Minsk          | D2                    | 19          | 0           | -                     | -                     | -                              | -                              | -                              | 19    | 0     |
| 1975                  | Dinamo Minsk          | D2                    | 36          | 0           | 1                     | 0                     | -                              | -                              | -                              | 37    | 0     |
| 1976                  | Dinamo Minsk          | D1                    | 25          | 0           | -                     | -                     | -                              | -                              | -                              | 25    | 0     |
| 1977                  | Dinamo Minsk          | D2                    | 37          | 0           | 3                     | 0                     | -                              | -                              | -                              | 40    | 0     |
| 1978                  | Dinamo Minsk          | D2                    | 38          | 4           | 2                     | 0                     | -                              | -                              | -                              | 40    | 4     |
| 1979                  | Dinamo Minsk          | D1                    | 31          | 1           | 5                     | 0                     | -                              | -                              | -                              | 36    | 1     |
| 1980                  | Dinamo Minsk          | D1                    | 34          | 3           | 5                     | 0                     | -                              | -                              | -                              | 39    | 3     |
| 1981                  | Dinamo Minsk          | D1                    | 33          | 0           | 6                     | 0                     | -                              | -                              | -                              | 39    | 0     |
| 1982                  | Dinamo Minsk          | D1                    | 25          | 0           | 3                     | 0                     | -                              | -                              | -                              | 28    | 0     |
| 1983                  | Dinamo Minsk          | D1                    | 32          | 0           | -                     | -                     | C1                             | 4                              | 0                              | 36    | 0     |
| 1984                  | Dinamo Minsk          | D1                    | 30          | 0           | 4                     | 0                     | C1+C3                          | 2+6                            | 0                              | 42    | 0     |
| 1985                  | Dinamo Minsk          | D1                    | 15          | 0           | 1                     | 0                     | C3                             | 2                              | 0                              | 18    | 0     |
| 1986                  | Dinamo Minsk          | D1                    | 15          | 0           | 3                     | 0                     | C3                             | 2                              | 0                              | 20    | 0     |
| 1987                  | Dinamo Minsk          | D1                    | 30          | 0           | 9                     | 0                     | C2                             | 3                              | 0                              | 42    | 0     |
| Total sur la carrière | Total sur la carrière | Total sur la carrière | 400         | 8           | 42                    | 0                     | -                              | 19                             | 0                              | 461   | 8     |

## Palmarès

### Palmarès de joueur
Dynamo Minsk
- Championnat d'URSS (1) :
  - Champion : 1982.

- Coupe d'URSS :
  - Finaliste : 1986-87.

### Palmarès d'entraîneur
| Molodetchno - Championnat de RSS de Biélorussie (1) : - Champion : 1991. |  | Sheriff Tiraspol - Coupe de Moldavie (1) : - Vainqueur : 1998-99. |

| FBK Kaunas - Championnat de Lituanie (1) : - Champion : 2003. - Supercoupe de Lituanie : - Finaliste : 2003. |  | Vėtra Vilnius - Coupe de Lituanie : - Finaliste : 2005. |  | Chakhtior Soligorsk - Coupe de Biélorussie (1) : - Vainqueur : 2014. - Finaliste : 2015. - Supercoupe de Biélorussie : - Finaliste : 2015. |